# Issos
Issos (auch Issus) ist eine alte Seestadt in Kilikien (Kleinasien) am Golf von İskenderun. Archäologen der Universität Bilkent identifizierten Issos mit der Ausgrabungsstätte Kinet Höyük nahe Dörtyol. Die von 1992 bis 2012 durchgeführten Ausgrabungen erbrachten früheste Siedlungsspuren ab dem 6. Jahrtausend v. Chr.; von der Frühbronzezeit II (ca. 2900/2800 v. Chr.) bis in die Mitte des 1. Jahrhunderts v. Chr. war der Ort ohne große Lücken kontinuierlich besiedelt, bevor er für lange Zeit verlassen wurde. Die Ausgräber konnten aus diesem Zeitraum 29 Schichten unterscheiden. Um 1140 wurde hier eine neue Siedlung gegründet und ein künstliches Hafenbecken angelegt. Ca. 1330 wurde der Ort endgültig aufgegeben. Die in hethitischen Quellen genannte Stadt Issiya, wo die Großkönigin Puduḫepa Mitte des 13. Jahrhunderts v. Chr. am Meer ein Bittgebet sprach, ist wahrscheinlich ebenfalls mit Issos bzw. Kinet Höyük gleichzusetzen.
Bekannt ist Issos durch die erste Schlacht bei Issos im Jahre 333 v. Chr., bei der ein makedonisches Heer unter Alexander dem Großen über das Heer des persischen Großkönigs Dareios III. siegte. Zudem schlugen Truppen des Septimius Severus hier 194 n. Chr. dessen Gegenkaiser Pescennius Niger endgültig. 
Laut Xenophon und Diodor war Issos während der persischen Zeit und auch noch zur Zeit Alexanders des Großen eine bedeutende, blühende Stadt, während es zur Zeit Strabons, gegen Ende des 1. Jahrhunderts v. Chr., nur noch eine unbedeutende Ortschaft war.